# جون مكدونالد (سياسي أمريكي)
جون مكدونالد (بالإنجليزية: John McDonald)‏ هو سياسي أمريكي، ولد في 24 مايو 1837 في جمهورية أيرلندا، وتوفي في 30 يناير 1917 في روكفيل في الولايات المتحدة. حزبياً، نشط في الحزب الجمهوري. وقد انتخب عضو مجلس النواب لولاية ماريلند وانتخب عضو مجلس النواب الأمريكي.